# Dypsis angustifolia
Dypsis angustifolia är en enhjärtbladig växtart som först beskrevs av Joseph Marie Henry Alfred Perrier de la Bâthie, och fick sitt nu gällande namn av Henk Jaap Beentje och John Dransfield. Dypsis angustifolia ingår i släktet Dypsis och familjen Arecaceae. IUCN kategoriserar arten globalt som starkt hotad. Inga underarter finns listade i Catalogue of Life.